# Daejeon World Cup Stadium
O Daejeon World Cup Stadium (Estádio da Copa do Mundo de Daejeon), também conhecido como Purple Arena (Arena Púrpura) é um estádio localizado em Daejeon, na Coreia do Sul.
Inaugurado em Setembro de 2001, tem capacidade para 40.400 torcedores e foi palco de alguns jogos da Copa do Mundo de 2002.
Atualmente é a casa do Daejeon Citizen, time de futebol da K-League.

## Jogos da Copa do Mundo de 2002
- 12 de Junho: Grupo B -  África do Sul 2 -3  Espanha

- 14 de Junho: Grupo D -  Polónia 3 - 1  Estados Unidos

- 18 de Junho: Oitavas de Final -  Coreia do Sul 2 - 1  Itália